# Гуадалупе (окръг, Тексас)
Вижте пояснителната страница за други населени места с името Гуадалупе.
Окръг Гуадалупе (на английски: Guadalupe County) е окръг в щата Тексас, Съединени американски щати. Площта му е 1849 km², а населението - 89 023 души (2000). Административен център е град Съгийн.